# Magnar Isaksen
Magnar Nikolai Isaksen (ur. 13 października 1910 w Kristiansundzie, zm. 8 czerwca 1979 w Oslo) – piłkarz norweski grający na pozycji napastnika. W swojej karierze rozegrał 14 meczów w reprezentacji Norwegii i strzelił w nich 5 goli.

## Kariera klubowa
W swojej karierze piłkarskiej Isaksen grał w klubach Kristiansund FK i Lyn Fotball.

## Kariera reprezentacyjna
W reprezentacji Norwegii Isaksen zadebiutował 26 lipca 1936 roku w wygranym 4:3 towarzyskim meczu ze Szwecją, rozegranym w Sztokholmie, w którym strzelił gola. W tym samym roku zdobył brązowy medal na igrzyskach olimpijskich w Berlinie. W 1938 roku został powołany do kadry na mistrzostwa świata we Francji i zagrał na nich w meczu z Włochami (1:2). Od 1936 do 1938 roku rozegrał w kadrze narodowej 14 meczów i strzelił 5 goli.